# Leplaea adenopunctata
Leplaea adenopunctata är en tvåhjärtbladig växtart som beskrevs av E.J.M.Koenen & J.J.de Wilde. Leplaea adenopunctata ingår i släktet Leplaea och familjen Meliaceae. Inga underarter finns listade i Catalogue of Life.